# (19034) Santorini
(19034) Santorini ist ein Asteroid des äußeren Hauptgürtels, der am 24. September 1960 von dem niederländischen Astronomenehepaar Cornelis Johannes van Houten und Ingrid van Houten-Groeneveld entdeckt wurde. Die Entdeckung geschah im Rahmen des Palomar-Leiden-Surveys, bei dem von Tom Gehrels mit dem 120-cm-Oschin-Schmidt-Teleskop des Palomar-Observatoriums (IAU-Code 675) aufgenommene Feldplatten an der Universität Leiden durchmustert wurden.
Der Asteroid gehört zur Schubart-Familie, einer nach (1911) Schubart benannten Gruppe von Asteroiden.
(19034) Santorini wurde am 13. Juli 2004 nach der griechischen Kykladeninsel Santorin benannt, die vulkanischen Ursprungs ist und in deren vom Meer gefluteten Caldera die Inseln Palea Kameni und Nea Kameni liegen.